# Вулиця Горліса-Горського (Львів)
Вулиця Горліса-Горського — вулиця у Личаківському районі міста Львів, місцевість Великі Кривчиці. Пролягає від вулиці Тарасівської, розгалужуючись на два напрямки, обидва з яких завершуються глухим кутом.

## Історія та забудова
Вулиця виникла у складі села Кривчиці під назвою Залізнична, у 1962 році перейменована на Тепловозну. Сучасну назву вулиця отримала у 1993 році, на честь Юрія Горліса-Горського, українського письменника, учасника національного руху.
Забудована приватними одноповерховими будинками різних часів.